# سرانجام شری
سرانجام شری (فرانسوی: La Fin de Chéri‎) نام رمانی است اثر کولت نویسنده فرانسوی که در سال ۱۹۲۶ منتشر شد. این کتاب دنباله رمان قبلی کولت به اسم شری به شمار می‌رود. این رمان را شیرین تعاونی به فارسی برگردانده و نشر نیلوفر آن را منتشر کرده است.